# Farol de Mesa Roldán
O farol de Mesa Roldán é um farol situado na zona vulcânica onde se situa Mesa Roldán, proximo da cidade de Carboneras, na província de Almeria, em Andaluzia, Espanha. Está gerido pela Autoridade Portuária de Almeria.

## História
Faz parte do Parque Natural do Cabo de Gata-Níjar, um dos espaços naturais espanhóis, afectado por maior número de figuras de protecção, tanto de carácter natural como cultural. É junto ao arrecife das Sirenas um dos ícones mais representativos da província de Almeria.